# Edvin Marton
Edvin Marton (nome original Csűry Lajos Edvin, Tiszaújlak, 1974) é um compositor e violinista húngaro.
Tornou-se famoso como violinista de patinadores no gelo, principalmente graças a Evgeni Plushenko, Stephane Lambiel e outros patinadores que patinam frequentemente com a sua música.
Ele usa um violino Stradivarius, emprestado pelo Estado húngaro vitaliciamente.

## Formação
- 1983 - Academia Tchaikovsky, Moscovo
- 1991 - Academia de Música Liszt Ferenc (Zeneakadémia ), Budapeste

## Discografia
- Saraste, 1996
- Strings'n'beats, 2001
- Virtuoso, 2004
- Stradivarius, 07/09/2006